# آبشار راین (سوئیس)
آبشار راین (به آلمانی: Rheinfall) آبشاری است به پهنای ۱۵۰ متر که در کشور سوئیس واقع شده‌است و بلندترین ریزشگاه آن ۲۳ متر ارتفاع دارد.
حوضهٔ آبریز این آبشار، راین (رود) است که میانگین سرعت جریان سالیانهٔ آن، ۴۷۵ مترمکعب بر ثانیه است.

## نگارخانه

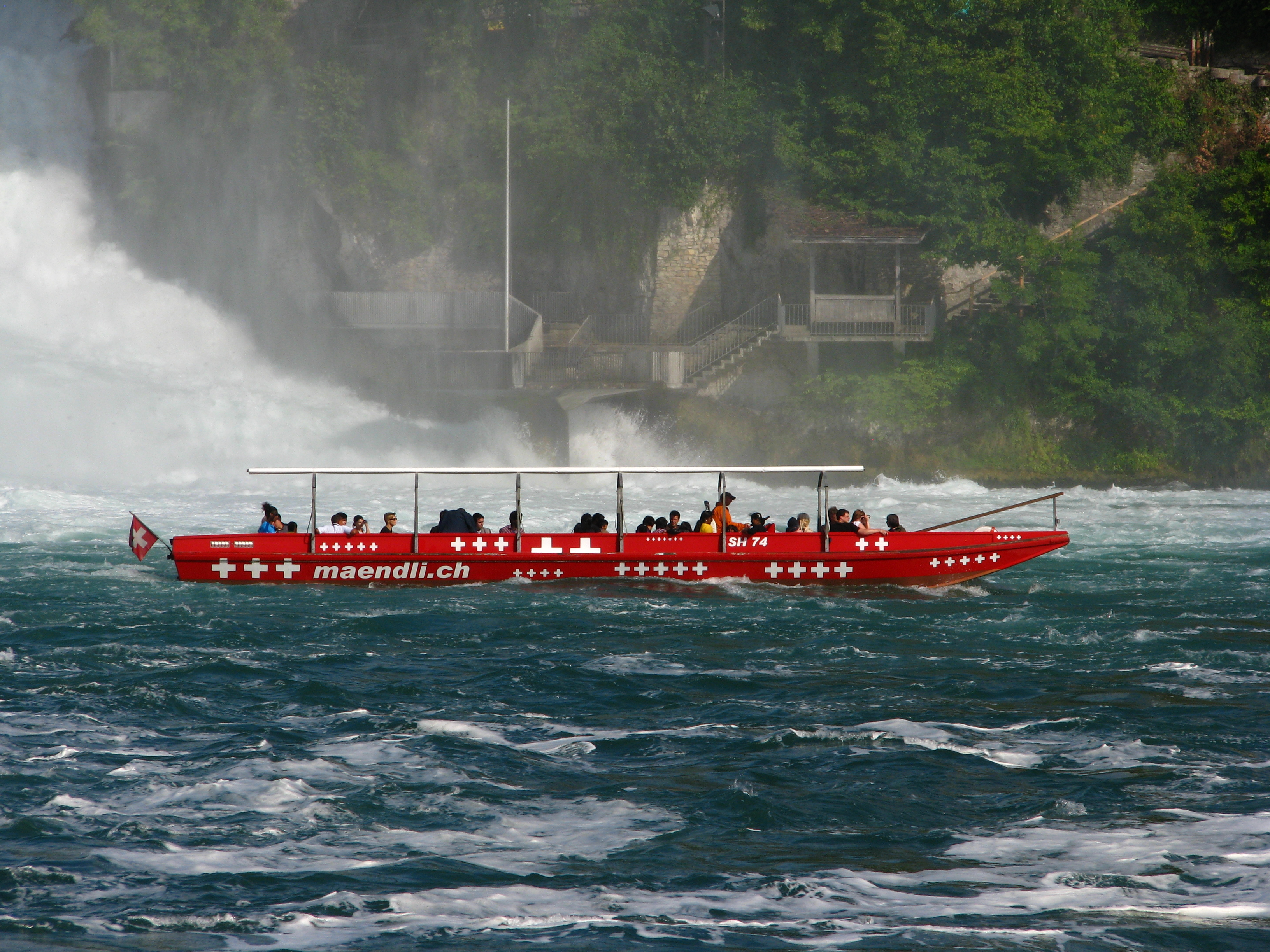
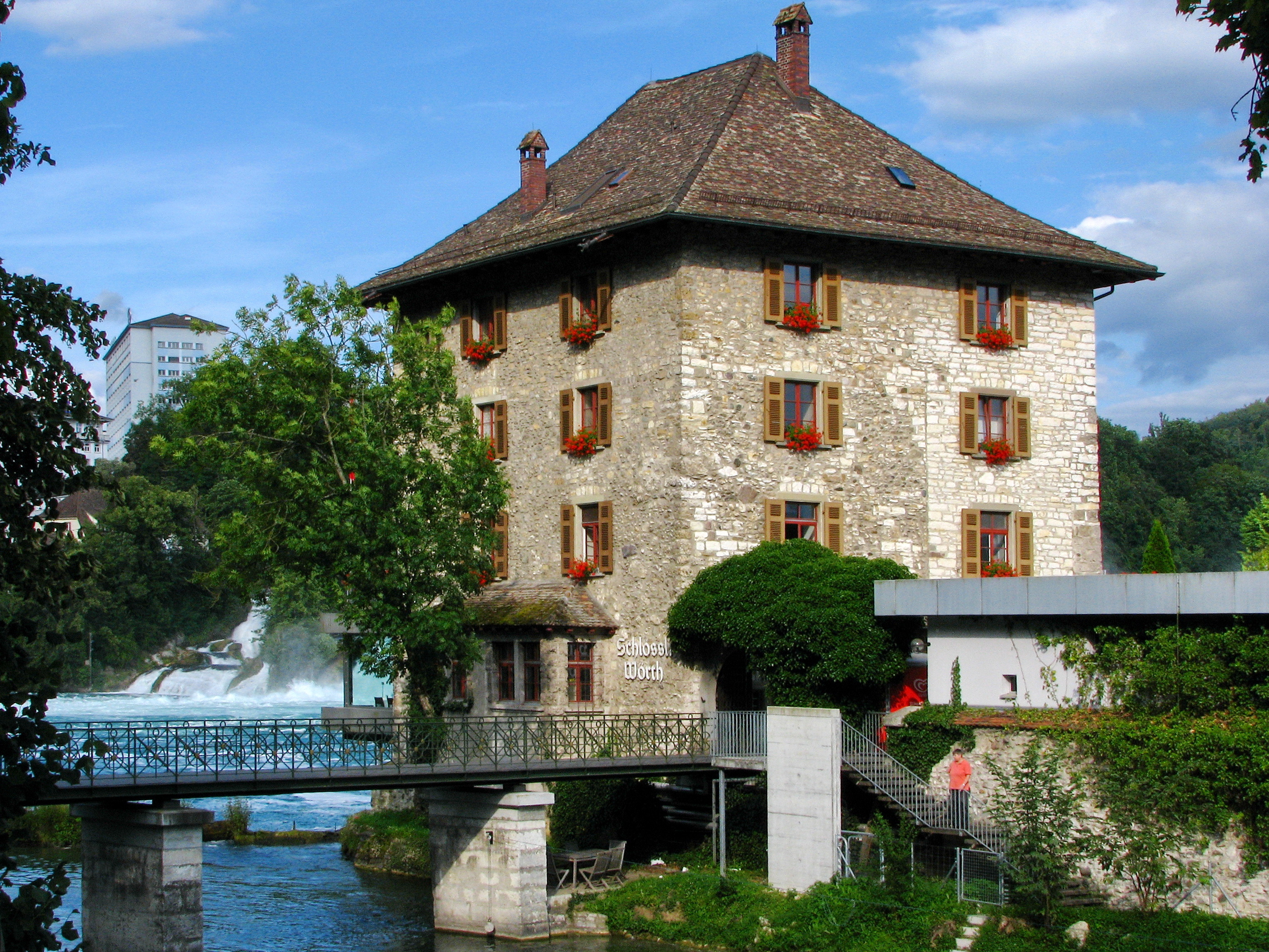
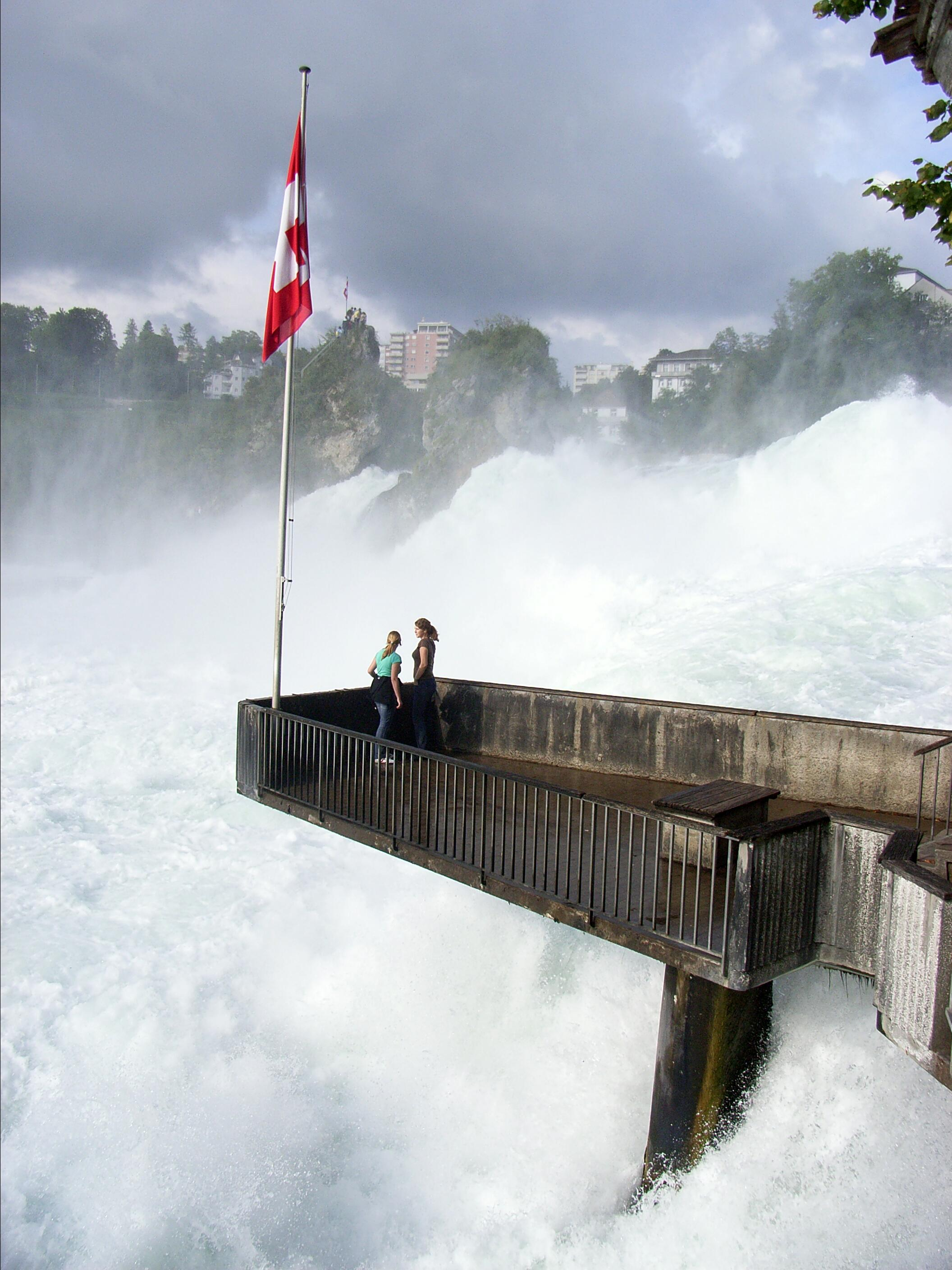
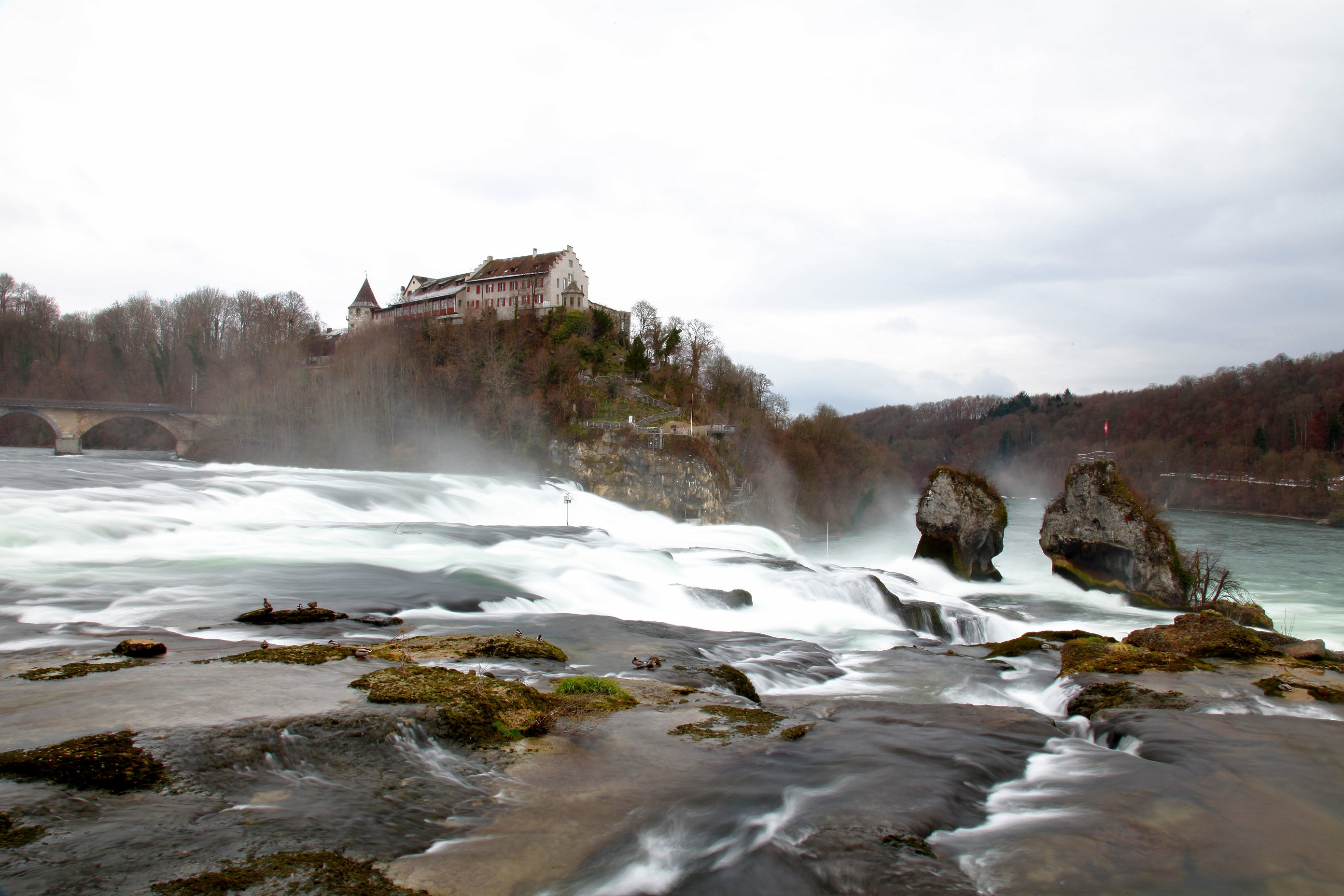